# Blocco della Striscia di Gaza

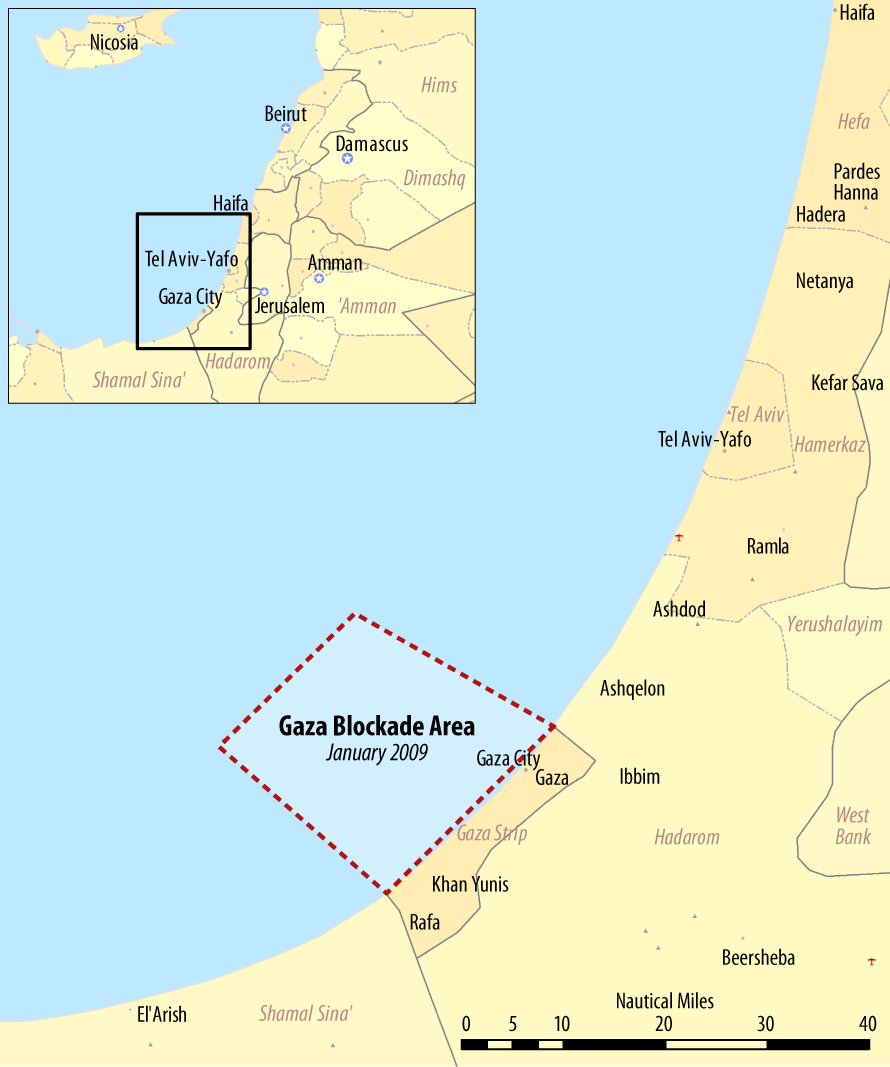
Area del blocco nella striscia di Gaza

Il blocco della striscia di Gaza si riferisce al blocco terrestre, aereo e marittimo, dell'entrata nell'area della striscia di Gaza governata da Hamas, imposto da Israele ed Egitto a partire dal giugno 2007.
In seguito alla vittoria di Hamas nelle elezioni legislative palestinesi del 2006, Hamas e Fatah formarono un governo palestinese di unità nazionale guidato da Ismail Haniyeh. Scattarono immediatamente sanzioni economiche contro l'Autorità nazionale palestinese, a seguito dell'entrata nel governo di Hamas, da parte di Israele e del quartetto per il Medio Oriente: Stati Uniti, Unione Europea, Russia e Nazioni Unite. Nel 2007, Hamas ha preso il controllo della striscia di Gaza nel corso della battaglia di Gaza, costituendo le istituzioni di governo e sostituendo i funzionari di Fatah.
La striscia di Gaza confina con Israele, Egitto, ed il Mar Mediterraneo. Egitto ed Israele hanno chiuso in gran parte le loro frontiere con muri di cemento e filo spinato. Israele esercita il controllo sul genere delle merci che entrano nella striscia. Il volume delle merci che Israele lascia entrare a Gaza è un quarto del flusso precedente al blocco. La marina israeliana mantiene un blocco marittimo a tre miglia nautiche dalla costa. L'Egitto, prima dei rivolgimenti democratici del febbraio-marzo 2011, stava costruendo una barriera d'acciaio sotterranea per evitare la violazione del blocco con i tunnel.
Israele sostiene il blocco per limitare il lancio di razzi palestinesi dalla striscia di Gaza sulle sue città e per evitare che Hamas ottenga altre armi. L'Egitto non apre completamente il valico di Rafah in quanto, aprendo completamente il confine egiziano, riconoscerebbe il controllo di Hamas su Gaza, la divisione tra Gaza e la Cisgiordania e disconoscerebbe la legittimità dell'Autorità Nazionale Palestinese (ANP).
Il blocco è stato criticato dal segretario generale dell'ONU Ban Ki-moon, dal Consiglio dei diritti umani delle Nazioni Unite e da altre organizzazioni dei diritti umani.
Esso è contrario alla risoluzione 1860 del Consiglio di sicurezza delle Nazioni Unite approvata l'8 gennaio 2009.
La violazione di tale risoluzione è invece ufficialmente supportata dagli Stati Uniti. Dopo le pressioni internazionali a causa dell'incidente della Freedom Flotilla, l'8 giugno 2010, Egitto e Israele hanno attenuato le restrizioni del blocco.

## Dagli accordi del 2005 all'inizio del blocco
Le forze di difesa israeliane (IDF) hanno lasciato la striscia di Gaza il 1º settembre 2005 nell'ambito del piano di disimpegno unilaterale israeliano. Un accordo sulla circolazione e l'accesso tra Israele e l'Autorità palestinese è stato mediato dall'allora segretario di Stato degli Stati Uniti, Condoleezza Rice, nel novembre 2005, per aumentare la libertà di circolazione dei palestinesi e l'attività economica nella Striscia di Gaza. In base alla stessa, il valico di Rafah con l'Egitto doveva essere riaperto, con transiti monitorati dall'Autorità Nazionale Palestinese (ANP) e l'Unione europea. Solo le persone con identità palestinese, o stranieri di determinate categorie (Giornalisti, Funzionari ONU, etc.), era permesso entrare e uscire. Le merci, i veicoli e i camion dall'Egitto dovevano attraversare il passaggio a Kerem Shalom, sotto controllo israeliano. Dopo le elezioni legislative palestinesi del 2006 e la battaglia di Gaza (2007) tra Fatah ed Hamas, sia l'Egitto che Israele hanno aumentato il controllo ai loro valichi di frontiera con Gaza, perché Fatah non era più in grado di garantire la sicurezza per la parte palestinese. È stato imposto un blocco sul territorio, che vieta tutte le esportazioni, consentendo solo beni sufficienti a evitare una crisi umanitaria o di salute. Le sanzioni sono state inasprite in risposta a lanci di razzi da parte di militanti palestinesi sul sud di Israele e attacchi su punti di passaggio tra Israele e Gaza.
L'Egitto ha inoltre chiuso la sua frontiera quando sono iniziati i combattimenti tra Fatah e Hamas il 7 giugno 2007, temendo il passaggio dei militanti di Hamas sul suo territorio.

## Breccia nel confine tra Striscia di Gaza e Egitto
La violazione del confine tra la striscia di Gaza e l'Egitto ha avuto inizio il 23 gennaio 2008, dopo che militanti dalla striscia di Gaza hanno creato una breccia con un'esplosione vicino al valico di Rafah distruggendo parte della ex barriera israeliana nella striscia di Gaza. Le Nazioni Unite stimano che circa la metà dei 1,5 milioni di abitanti della striscia di Gaza hanno attraversato la frontiera in Egitto in cerca di cibo e di forniture.
La polizia israeliana ha aumentato i controlli temendo che i militanti di Hamas potessero acquisire armi in Egitto.
L'Egitto ha chiuso il valico di Rafah, nel giugno 2007, pochi giorni prima che Hamas prendesse il controllo di Gaza. La violazione è seguita al blocco della striscia di Gaza, iniziata con riduzioni di forniture del combustibile nell'ottobre 2007. Un blocco totale era cominciato il 17 gennaio 2008 a seguito di un aumento del lancio di razzi su Israele provenienti da Gaza.
Anche se Israele aveva chiesto all'Egitto di richiudere il confine a causa di problemi di sicurezza, il presidente egiziano Hosni Mubarak ha ordinato ai suoi soldati di consentire un momentaneo attraversamento per alleviare la crisi umanitaria, dopo aver verificato che gli abitanti di Gaza non portassero indietro le armi a Gaza.
Il 25 gennaio le forze di sicurezza egiziane hanno bloccato quasi tutti i punti di ingresso illegali lungo la frontiera con Gaza per cercare di arginare il flusso di palestinesi che volevano attraversare la breccia. Forze egiziane in tenuta antisommossa hanno eretto filo spinato e recinzioni lungo la breccia per impedire ai palestinesi di passare.
Dopo la riparazione, i palestinesi hanno usato un bulldozer per rompere nuovamente la recinzione, creando un'apertura ancora una volta. Dopo il quinto giorno dall'apertura della breccia, la polizia di frontiera egiziana ha iniziato l'arresto degli abitanti di Gaza che tentavano di passare con veicoli e ha completamente bloccato la strada al di là di Rafah a Arish. L'Egitto aveva deciso di limitare il rifornimento di merci a El Arish e Rafah, al fine di porre fine pacificamente alle brecce e ristabilire il controllo della frontiera.
Il 28 gennaio le forze di sicurezza egiziane e militanti di Hamas hanno riparato con il filo spinato la breccia. Gli egiziani cominciarono a riparare una delle due brecce rimanenti il 29 gennaio.
Le truppe egiziane hanno chiuso la frontiera con la striscia di Gaza dopo 11 giorni, il 3 febbraio 2008.

## I tunnel sotterranei

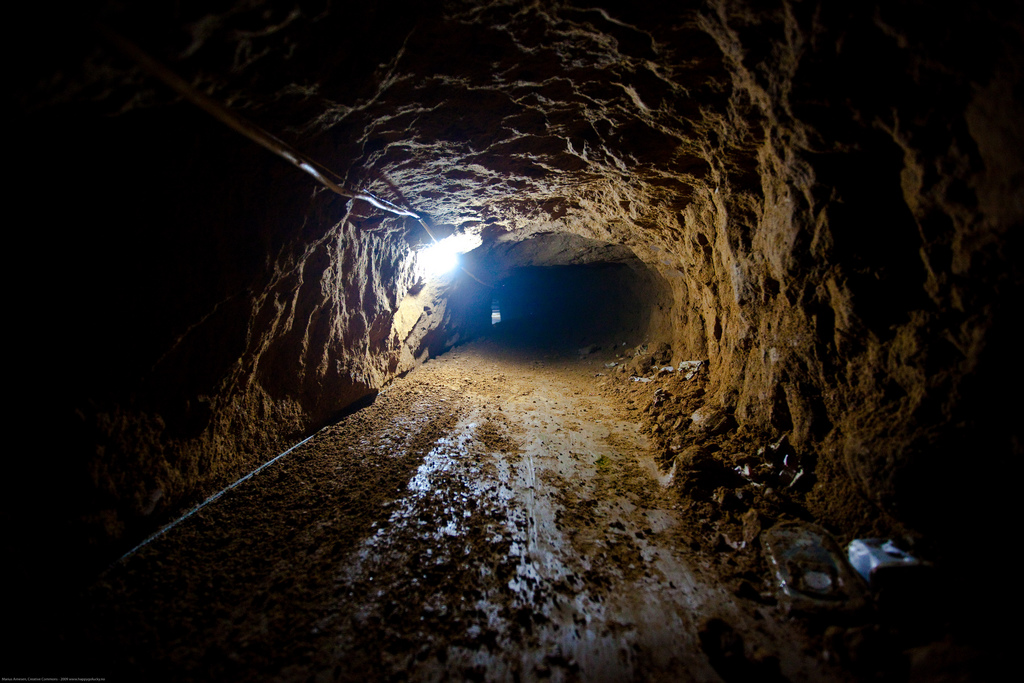
Tunnel sotterraneo a Rafah, 2009

I tunnel sono stati scavati sotto la barriera che separa l'Egitto dalla striscia di Gaza al fine di aggirare l'embargo e far entrare armi, viveri, medicinali. La barriera attraversa il confine internazionale, lungo il corridoio Philadelphia, che è una zona cuscinetto lungo il confine creato dal trattato di pace tra Israele ed Egitto. Il corridoio Philadelphia, come specificato negli accordi di Oslo, era sotto il controllo militare israeliano, al fine di rendere sicuro il confine con l'Egitto. Quando Israele si è ritirato dalla striscia di Gaza nel 2005, il corridoio Philadelphia è stato posto sotto il controllo dell'Autorità Nazionale Palestinese (ANP). Poi, quando Hamas ha preso il controllo della striscia di Gaza a seguito della battaglia di Gaza (2007), il controllo del corridoio Philadelphia dal lato della striscia di Gaza è finito sotto l'amministrazione di Hamas. Alla fine del 2009 l'Egitto ha avviato la costruzione di una barriera sotterranea in acciaio, con l'obiettivo di bloccare i tunnel esistenti e rendere più difficile la costruzione di nuovi, poiché dovrebbe arrivare molto in profondità.
Rafah è situata al confine della striscia di Gaza e l'Egitto.
Grazie a questa posizione strategica, qui vengono costruiti i tunnel per il contrabbando. Questi tunnel sono stati e sono principalmente utilizzati da Hamas e dalle organizzazioni militanti palestinesi per portare armi, viveri, vestiti, medicinali, provenienti dall'Egitto, nella striscia di Gaza. Le gallerie collegano la città egiziana di Rafah con il campo profughi palestinese di Rafah nella striscia. Le gallerie sono state successivamente utilizzate per il passaggio di persone (dentro e fuori). Le gallerie sono normalmente scavate da imprese palestinesi e arrivano in profondità fino a 15 metri (49 piedi), arrivando fino a 800 metri (2.640 piedi) di lunghezza.
Durante la guerra di Gaza del 2008-2009 i tunnel sono stati bersaglio dei raid aerei israeliani. Sembra che dei circa 3.000 tunnel sotterranei che erano operativi prima dell'offensiva israeliana, solo 150 potevano essere utilizzati alla fine del conflitto.

## Tentativo di alleviare le restrizioni
Un accordo di cessate il fuoco tra Israele ed Hamas, nel giugno 2008 avrebbe dovuto comportare l'alleggerimento delle restrizioni, tuttavia i progressi sono stati lenti e da agosto pochi beni erano stati ammessi.
Israele ha accusato Hamas di trasportare armi a Gaza tramite i tunnel con l'Egitto e che Hamas non continua a negoziare la liberazione del soldato israeliano Gilad Shalit, che era stato fatto prigioniero da militanti di Hamas nel 2006.
Il 20 giugno 2010 a seguito dell'incidente della Freedom Flotilla in cui sono morte 9 persone, il Gabinetto di Sicurezza di Israele ha approvato un nuovo sistema che disciplina il blocco e che consentirebbe a tutti gli oggetti non militari di entrare nella striscia di Gaza. Secondo una dichiarazione del governo, Israele vorrebbe aumentare il trasferimento di materiali da costruzione da utilizzare per i progetti che sono stati approvati dall'Autorità Nazionale Palestinese, comprese le scuole, le istituzioni sanitarie, i servizi igienico-sanitari e altro ancora, così come i progetti che sono sotto il controllo internazionale. Nonostante l'allentamento del blocco di terra, Israele continuerà a ispezionare tutte le merci che entreranno a Gaza via mare al porto di Ashdod.

## L'incidente della Freedom Flotilla e l'apertura del confine Egiziano nel 2010
Il 1º giugno 2010, il presidente egiziano Hosni Mubarak, in risposta diretta agli eventi per quanto riguarda l'incidente della Freedom Flotilla di Gaza, ha aperto il valico di Rafah a tempo indeterminato. Come risultato, i camion di merci sono entrati a Gaza per tutta la mattinata seguente, inoltre sono stati fatti entrare generatori di energia trasportati dalla Mezzaluna Rossa egiziana, e centinaia di abitanti di Gaza che si trovavano in Egitto.
Dopo la vittoria elettorale dei Fratelli Musulmani, il governo egiziano aveva di molto alleggerito le restrizioni al passaggio di merci al valico di Rafah. Gli USA hanno sostenuto il colpo di Stato di Al Sisi che ha ripristinato, anzi irrigidito, il controllo precedente, distruggendo o rendendo inservibili con l'allagamento, i tunnel tra Gaza ed Egitto. Quindi, rispetto a Gaza, il nuovo regime egiziano concorda con Israele e sostiene il blocco delle merci in entrata.